# Bror Brenner
Bror Benediktus Bernhard Brenner (Viburgo, 17 de julho de 1855 — 17 de abril de 1923) foi um velejador finlandês, medalhista olímpico. Ele competiu nos Jogos Olímpicos de Verão de 1912 na classe 10 Metre e conquistou a medalha de prata na disputa a bordo do Nina com Harry Wahl, Waldemar Björkstén, Jacob Björnström, Allan Franck, Erik Lindh e Juho Aarne Pekkalainen.